# Nataša Plavšić
Nataša Plavšić (serbisch-kyrillisch Наташа Плавшић; * 4. September 1978 in Novi Pazar) ist eine serbische Juristin. Seit 2019 ist sie Richterin am Verfassungsgerichtshof der Republik Serbien.

## Leben und Wirken
Plavšić studierte ab 1997 Rechtswissenschaften an der Universität Belgrad, wo sie 2002 ihren Abschluss machte. 2005 wurde sie zur serbischen Anwaltschaft zugelassen. Anschließend war sie als wissenschaftliche Mitarbeiterin beim Berufungsgericht des Verfassungsgerichts tätig. 2009 erwarb sie an der Universität Belgrad den Titel Master of Public International Law. Im November 2013 wurde sie zur Leiterin des Berufungsgerichts für Verfahren über Verfassungsbeschwerden und Beschwerden beim Verfassungsgericht ernannt. Im Januar 2016 wurde sie zur stellvertretenden Regierungsbevollmächtigten der Republik Serbien vor dem Europäischen Gerichtshof für Menschenrechte ernannt. Im selben Jahr wurde sie von der Universität mit der Schrift Zaštita pojedinca pred Komitetom za ljudska prava i pred Evropskim sudom za ljudska prava (deutsch: Schutz des Einzelnen vor dem Menschenrechtsausschuss und dem Europäischen Gerichtshof für Menschenrechte) zur Dr. iur. promoviert. Im April 2019 wurde Plavšić zur Richterin am Verfassungsgerichtshof der Republik Serbien und trat diese Stellung nach ihrer Vereidigung am 9. Mai 2019 an.
2024 war sie eine der Kandidatinnen für die Nachfolge des ausscheidenden Richters Branko Lubarda als Vertreterin Serbiens am Europäischen Gerichtshof für Menschenrechte, unterlag bei der Wahl aber Mateja Đurović.